# Saint-Aubin-de-Branne
Pour les articles homonymes, voir Saint-Aubin.
Saint-Aubin-de-Branne est une commune du Sud-Ouest de la France, située dans le département de la Gironde (région Nouvelle-Aquitaine).
Ses habitants sont appelés les Saint-Aubinois.

## Géographie

### Localisation
Saint-Aubin-de-Branne se situe dans l'Est de la Gironde, dans l'Entre-deux-Mers, à une quinzaine de kilomètres au sud de Libourne et 40 km à l'Est de Bordeaux.

### Communes limitrophes
Les communes limitrophes sont  Branne, Cabara, Lugaignac, Naujan-et-Postiac, Rauzan, Saint-Jean-de-Blaignac et Sainte-Terre.
| Branne    | Cabara                | Sainte-Terre           |
| Lugaignac | Saint-Aubin-de-Branne | Saint-Jean-de-Blaignac |
|           | Naujan-et-Postiac     | Rauzan                 |

### Climat
Pour des articles plus généraux, voir Climat de la Nouvelle-Aquitaine et Climat de la Gironde.
Historiquement, la commune est exposée à un climat océanique aquitain.  
En 2020, Météo-France publie une typologie des climats de la France métropolitaine dans laquelle la commune est exposée à un climat océanique et est dans la région climatique  Aquitaine, Gascogne, caractérisée par une pluviométrie abondante au printemps, modérée en automne, un faible ensoleillement au printemps, un été chaud (19,5 °C), des vents faibles, des brouillards fréquents en automne et en hiver et des orages fréquents en été (15 à 20 jours).
Pour la période 1971-2000, la température annuelle moyenne est de 13,3 °C, avec une amplitude thermique annuelle de 15,2 °C. Le cumul annuel moyen de précipitations est de 855 mm, avec 9,9 jours de précipitations en janvier et 6,4 jours en juillet. Pour la période 1991-2020, la température moyenne annuelle observée sur la station météorologique la plus proche, située sur la commune de Saint-Émilion à 9,46 km à vol d'oiseau, est de 13,9 °C et le cumul annuel moyen de précipitations est de 798,1 mm,. Pour l'avenir, les paramètres climatiques de la commune estimés pour 2050 selon différents scénarios d’émission de gaz à effet de serre sont consultables sur un site dédié publié par Météo-France en novembre 2022.

### Milieux naturels et biodiversité

#### Natura 2000
La Dordogne est un site du réseau Natura 2000 limité aux départements de la Dordogne et de la Gironde, et qui concerne les 104 communes riveraines de la Dordogne, dont Saint-Aubin-de-Branne,. Seize espèces animales et une espèce végétale inscrites à l'annexe II de la directive 92/43/CEE de l'Union européenne y ont été répertoriées.

#### ZNIEFF
Saint-Aubin-de-Branne fait partie des 102 communes concernées par la zone naturelle d'intérêt écologique, faunistique et floristique (ZNIEFF) de type II « La Dordogne »,, dans laquelle ont été répertoriées huit espèces animales déterminantes et cinquante-sept espèces végétales déterminantes, ainsi que quarante-trois autres espèces animales et trente-neuf autres espèces végétales.

## Urbanisme

### Typologie
Au 1er janvier 2024, Saint-Aubin-de-Branne est catégorisée commune rurale à habitat dispersé, selon la nouvelle grille communale de densité à sept niveaux définie par l'Insee en 2022.
Elle est située hors unité urbaine. Par ailleurs la commune fait partie de l'aire d'attraction de Bordeaux, dont elle est une commune de la couronne,. Cette aire, qui regroupe 275 communes, est catégorisée dans les aires de 700 000 habitants ou plus (hors Paris),.

### Occupation des sols

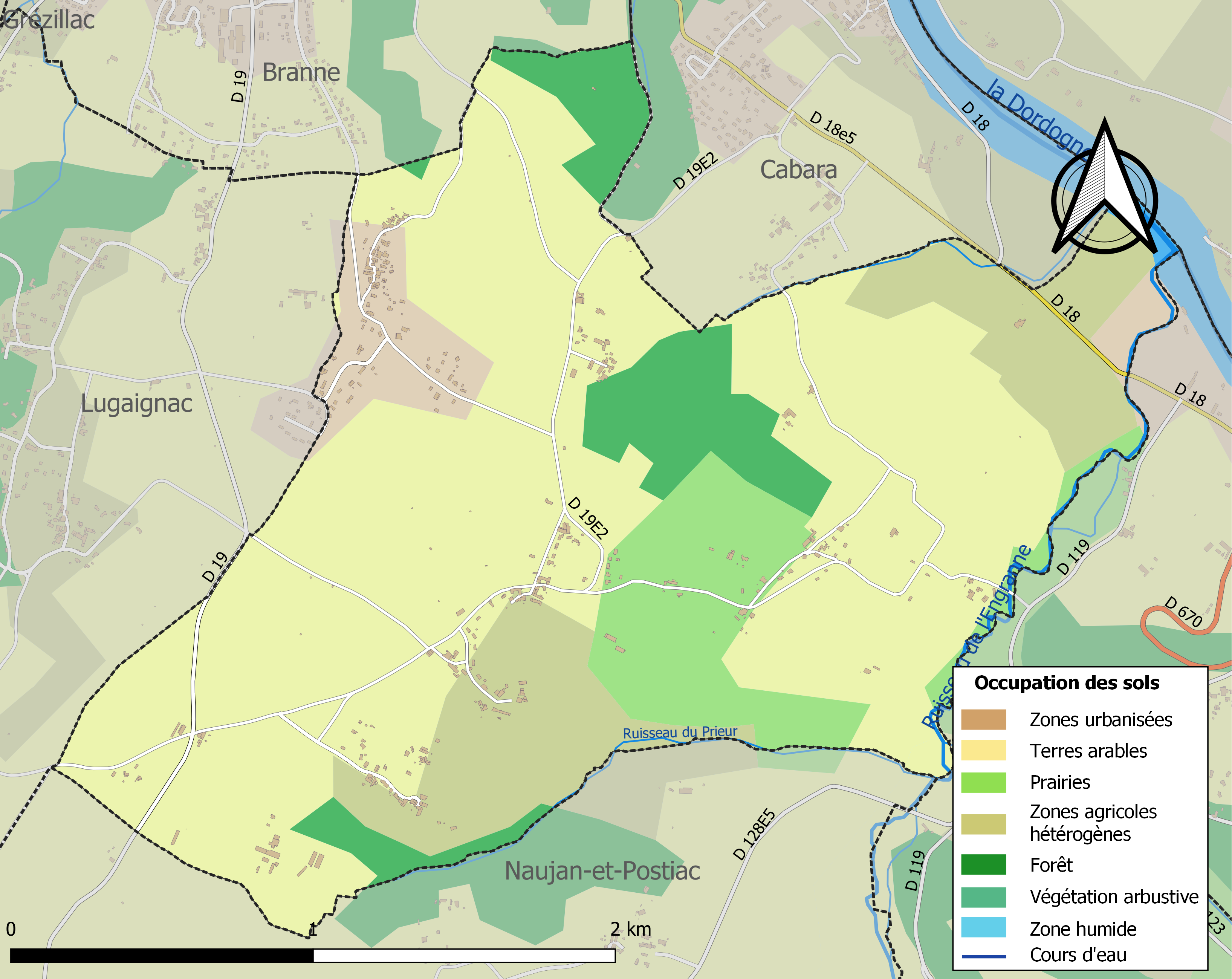
Carte des infrastructures et de l'occupation des sols de la commune en 2018 (CLC).

L'occupation des sols de la commune, telle qu'elle ressort de la base de données européenne d’occupation biophysique des sols Corine Land Cover (CLC), est marquée par l'importance des territoires agricoles (86,6 % en 2018), en diminution par rapport à 1990 (91,5 %). La répartition détaillée en 2018 est la suivante : 
cultures permanentes (62,3 %), zones agricoles hétérogènes (14,3 %), prairies (9,7 %), forêts (8,2 %), zones urbanisées (5 %), terres arables (0,3 %), eaux continentales (0,3 %). L'évolution de l’occupation des sols de la commune et de ses infrastructures peut être observée sur les différentes représentations cartographiques du territoire : la carte de Cassini (XVIIIe siècle), la carte d'état-major (1820-1866) et les cartes ou photos aériennes de l'IGN pour la période actuelle (1950 à aujourd'hui).

### Hameaux et lieux-dits

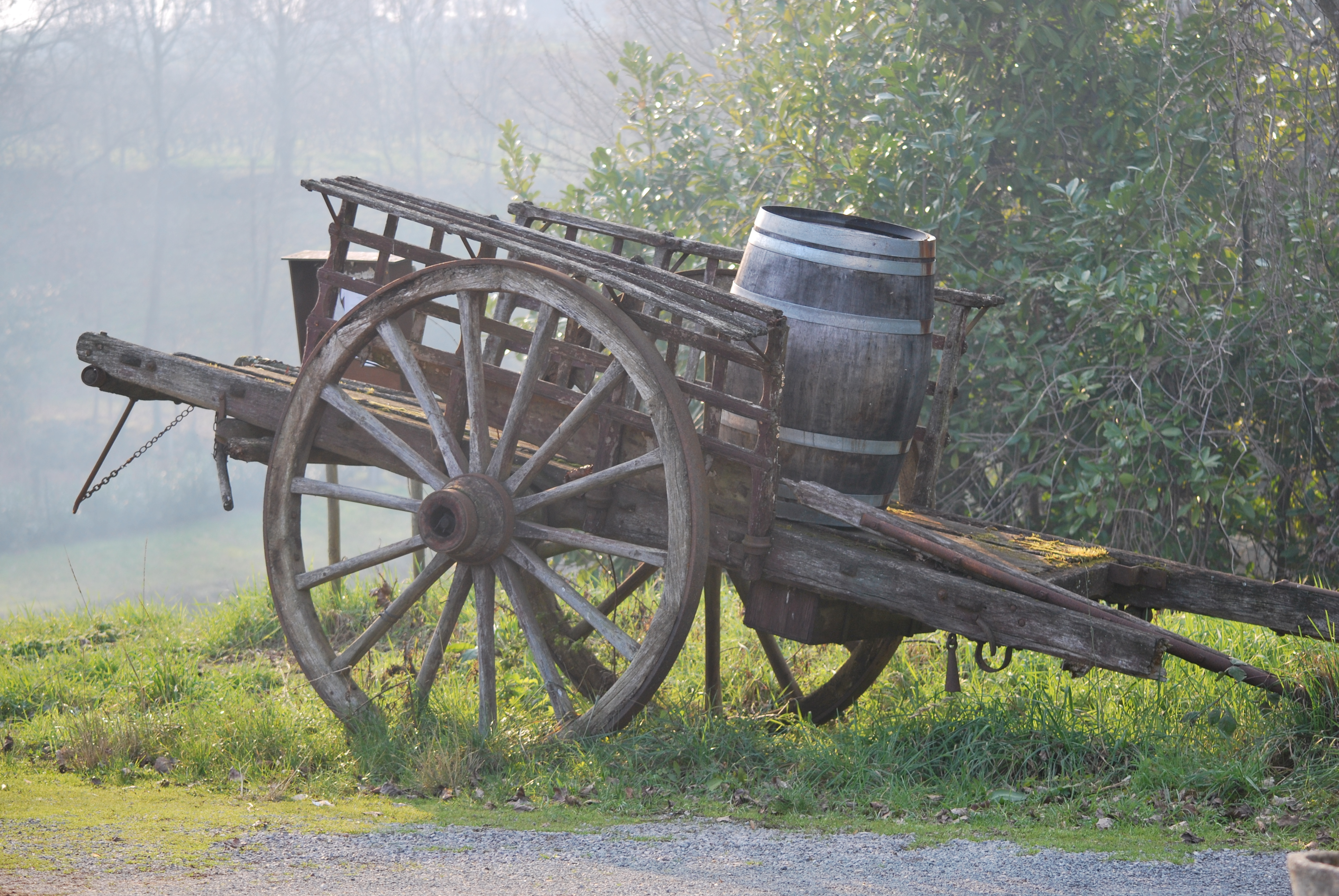
Charette à l'entrée du hameau de la Hâge.

- la Hâge
- Blanquine
- le Pistouley
- Peyssan
- Roqueblanque
- Cobeyre
- Labroue
- Perey
- la Plante
- Gagney
- le Moulin de l'Estrabaut
- la Grange de l'Ourme
- Au Garre
- le Pin
- le Bédat
- l'Herisson
- Tanet
- le Bardos
- Au Prieuré
- Prussi
- Aux Faures
- Meyney
- Meynard
- Métérie de Conques
- Château de Conques

### Voies de communication et transports

#### Desserte ferroviaire
La gare ferroviaire la plus proche est la gare de Libourne situé à 15 km.

#### Aéroport
L'aéroport le plus proche est l'aéroport de Bordeaux-Mérignac situé à environ 60 km.

### Risques majeurs
Le territoire de la commune de Saint-Aubin-de-Branne est vulnérable à différents aléas naturels : météorologiques (tempête, orage, neige, grand froid, canicule ou sécheresse), inondations, mouvements de terrains et séisme (sismicité très faible). Il est également exposé à un risque technologique, la rupture d'un barrage. Un site publié par le BRGM permet d'évaluer simplement et rapidement les risques d'un bien localisé soit par son adresse soit par le numéro de sa parcelle.

#### Risques naturels
Certaines parties du territoire communal sont susceptibles d’être affectées par le risque d’inondation par débordement de cours d'eau, notamment la Dordogne et le ruisseau de l'Engranne. La commune a été reconnue en état de catastrophe naturelle au titre des dommages causés par les inondations et coulées de boue survenues en 1982, 1993, 1999, 2009 et 2020,.
Les mouvements de terrains susceptibles de se produire sur la commune sont des affaissements et effondrements liés aux cavités souterraines (hors mines) et des tassements différentiels. Par ailleurs, afin de mieux appréhender le risque d’affaissement de terrain, l'inventaire national des cavités souterraines permet de localiser celles situées sur la commune.

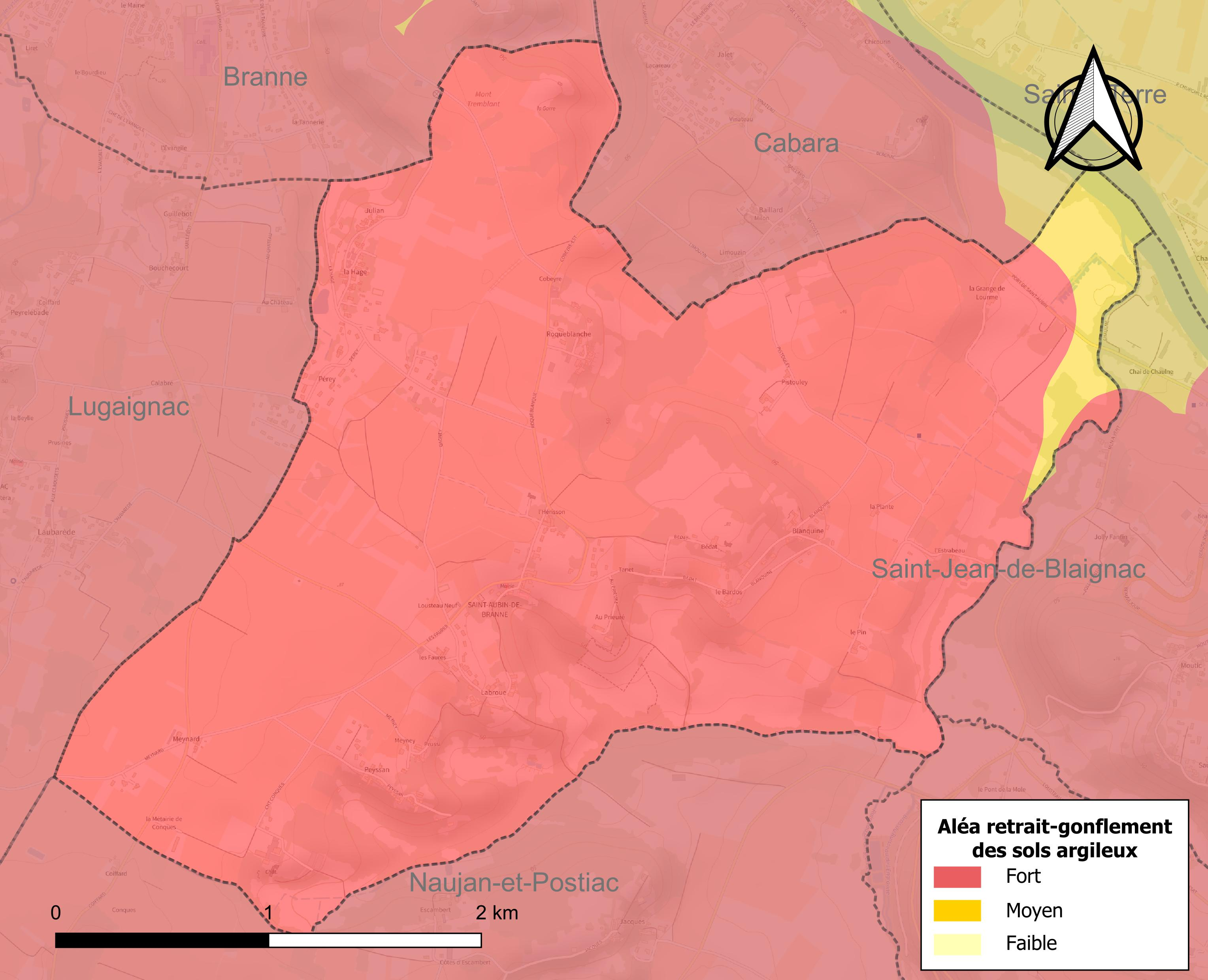
Carte des zones d'aléa retrait-gonflement des sols argileux de Saint-Aubin-de-Branne.

Le retrait-gonflement des sols argileux est susceptible d'engendrer des dommages importants aux bâtiments en cas d’alternance de périodes de sécheresse et de pluie. La totalité de la commune est en aléa moyen ou fort (67,4 % au niveau départemental et 48,5 % au niveau national). Sur les 201 bâtiments dénombrés sur la commune en 2019,  201 sont en aléa moyen ou fort, soit 100 %, à comparer aux 84 % au niveau départemental et 54 % au niveau national. Une cartographie de l'exposition du territoire national au retrait gonflement des sols argileux est disponible sur le site du BRGM,.
Concernant les mouvements de terrains, la commune a été reconnue en état de catastrophe naturelle au titre des dommages causés par la sécheresse en 1989, 2003, 2012 et 2017 et par des mouvements de terrain en 1999.

#### Risques technologiques
La commune est en outre située en aval du  barrage de Bort-les-Orgues, un ouvrage sur la Dordogne de classe A soumis à PPI, disposant d'une retenue de 477 millions de mètres cubes. À ce titre elle est susceptible d’être touchée par l’onde de submersion consécutive à la rupture de cet ouvrage.

## Histoire
Cette commune changeât de nom en 1793, s'appelant Saint-Aubin-de-Blagnac, son nom devint Saint-Aubin-de-Branne.

## Politique et administration
| Période                                  | Période   | Identité      | Étiquette | Qualité  |
| ---------------------------------------- | --------- | ------------- | --------- | -------- |
| avant 1981                               | ?         | André Doche   | DVG       |          |
|                                          | mars 2001 | André Orive   | DVG       |          |
| mars 2001                                | 2014      | Alain Delburg |           |          |
| mars 2014                                | En cours  | Pascal Labro  | SE        | Retraité |
| Les données manquantes sont à compléter. |           |               |           |          |

## Démographie
| 1793 | 1800 | 1806 | 1821 | 1831 | 1836 | 1841 | 1846 | 1851 |
| ---- | ---- | ---- | ---- | ---- | ---- | ---- | ---- | ---- |
| 449  | 493  | 506  | 437  | 424  | 418  | 391  | 392  | 369  |

| 1856 | 1861 | 1866 | 1872 | 1876 | 1881 | 1886 | 1891 | 1896 |
| ---- | ---- | ---- | ---- | ---- | ---- | ---- | ---- | ---- |
| 376  | 379  | 363  | 347  | 340  | 310  | 267  | 275  | 279  |

| 1901 | 1906 | 1911 | 1921 | 1926 | 1931 | 1936 | 1946 | 1954 |
| ---- | ---- | ---- | ---- | ---- | ---- | ---- | ---- | ---- |
| 350  | 346  | 311  | 309  | 300  | 325  | 313  | 247  | 242  |

| 1962 | 1968 | 1975 | 1982 | 1990 | 1999 | 2005 | 2006 | 2010 |
| ---- | ---- | ---- | ---- | ---- | ---- | ---- | ---- | ---- |
| 245  | 228  | 222  | 251  | 278  | 282  | 335  | 350  | 360  |

| 2015 | 2020 | 2022 | - | - | - | - | - | - |
| ---- | ---- | ---- | - | - | - | - | - | - |
| 350  | 376  | 380  | - | - | - | - | - | - |

## Lieux et monuments

### L'église Notre-Dame

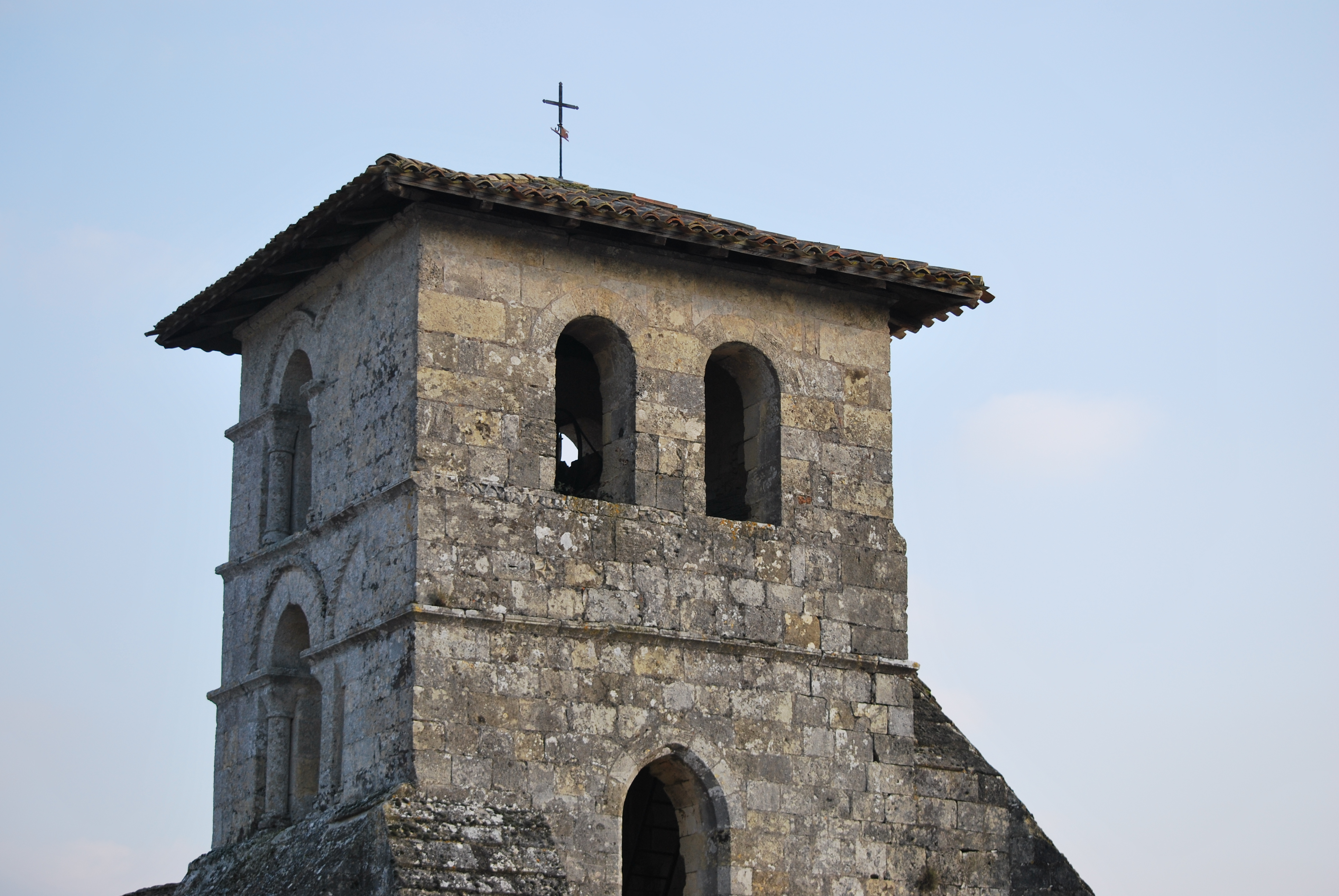
Clocher de l'église Notre-Dame.

L'église de Saint-Aubin-de-Branne, placée sous le vocable de Notre-Dame, est affectée au culte catholique depuis sa construction, au XIe siècle. Elle est de style roman et est orientée est-ouest. Elle se situe au milieu du cimetière de la commune, à proximité d'un ruisseau qui rejoint l'un des affluents de l'Engranne.
Le clocher, de section rectangulaire, est soutenu par d'imposants contreforts. Originellement, il se composait de deux niveaux ; le premier niveau comportait huit baies (deux sur chacune des faces) et le second niveau en comportait douze (trois sur chacune des faces). Ces ouvertures ogivales sont séparées par trois colonnettes rangées dans le sens de l'épaisseur du mur et dont les chapiteaux n'ont pas d'ornementation. La cloche, se trouvant au second niveau, a été mise en place en 1872.
La façade ouest de l'église fut reconstruite au XVIIe siècle après les destructions engendrées par les guerres de Religion. Un auvent, construit au XVIIIe siècle, se présente à l'entrée. Il est supporté par deux murs pignons et deux colonnes en pierre cylindriques. Sous cet auvent, des banquettes de pierre ont été installées afin de permettre le repos des paroissiens qui venaient aux offices ou se rendaient auprès des tombes.
Le maître-autel se compose de deux parties : le retable et l'autel même en forme de tombeau. Deux crédences se situent de part et d'autre de celui-ci. L'autel ne présente pas de particularité, si ce n'est l'ornementation d'un pélican aux ailes étendues, symbole de l'Eucharistie et de la Résurrection.
Au XVe siècle, Jean de Susbielle fut nommé prieur de Saint-Aubin ; à cette même époque, la guerre de Cent Ans eut lieu et, des suites des combats qui sévirent dans la région, l'église fut en partie dévastée. Des travaux de reconstruction furent donc entrepris à la fin du siècle.
Un siècle plus tard, les guerres de Religion engendrèrent, elles aussi destructions importantes de l'édifice. Le seigneur Jean Jaubert de Barrault, descendant d'une illustre famille de la région, fut nommé prieur de cette paroisse, alors dévastée.
En 1709, l'abbé Castaing fut nommé curé de la paroisse. Il entreprit, sept années plus tard, d'adjoindre une sacristie en faisant ouvrir une porte dans le mur sud de l'édifice. Le maître-autel en bois, restauré par Jean Jaubert de Barrault est aussi remis en place, au milieu du XVIIIe siècle, par l'abbé Castaing.
L'édifice a été inscrit au titre des monuments historique en 1925.

#### Notre-Dame sous la neige

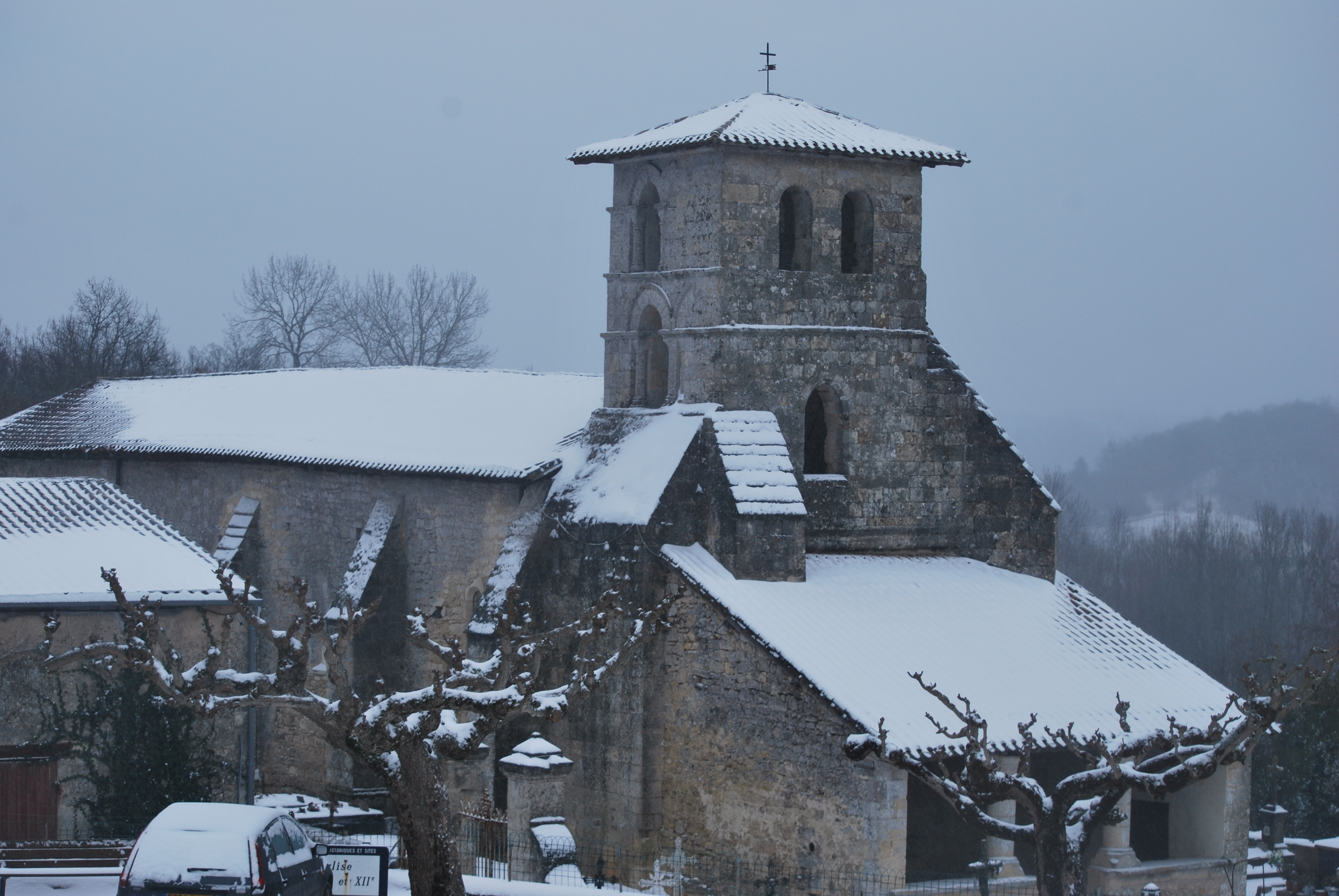
Vue générale
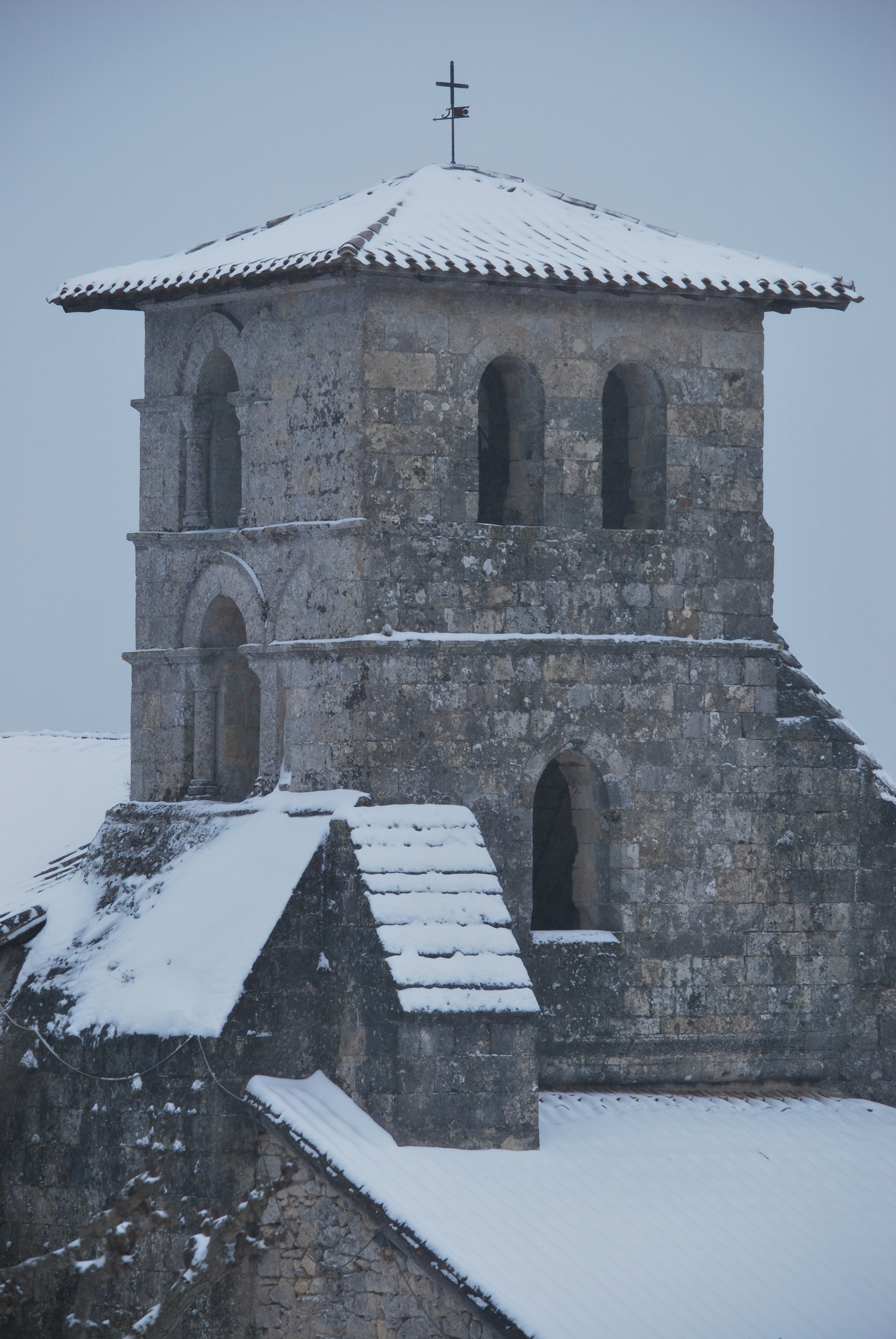
Clocher
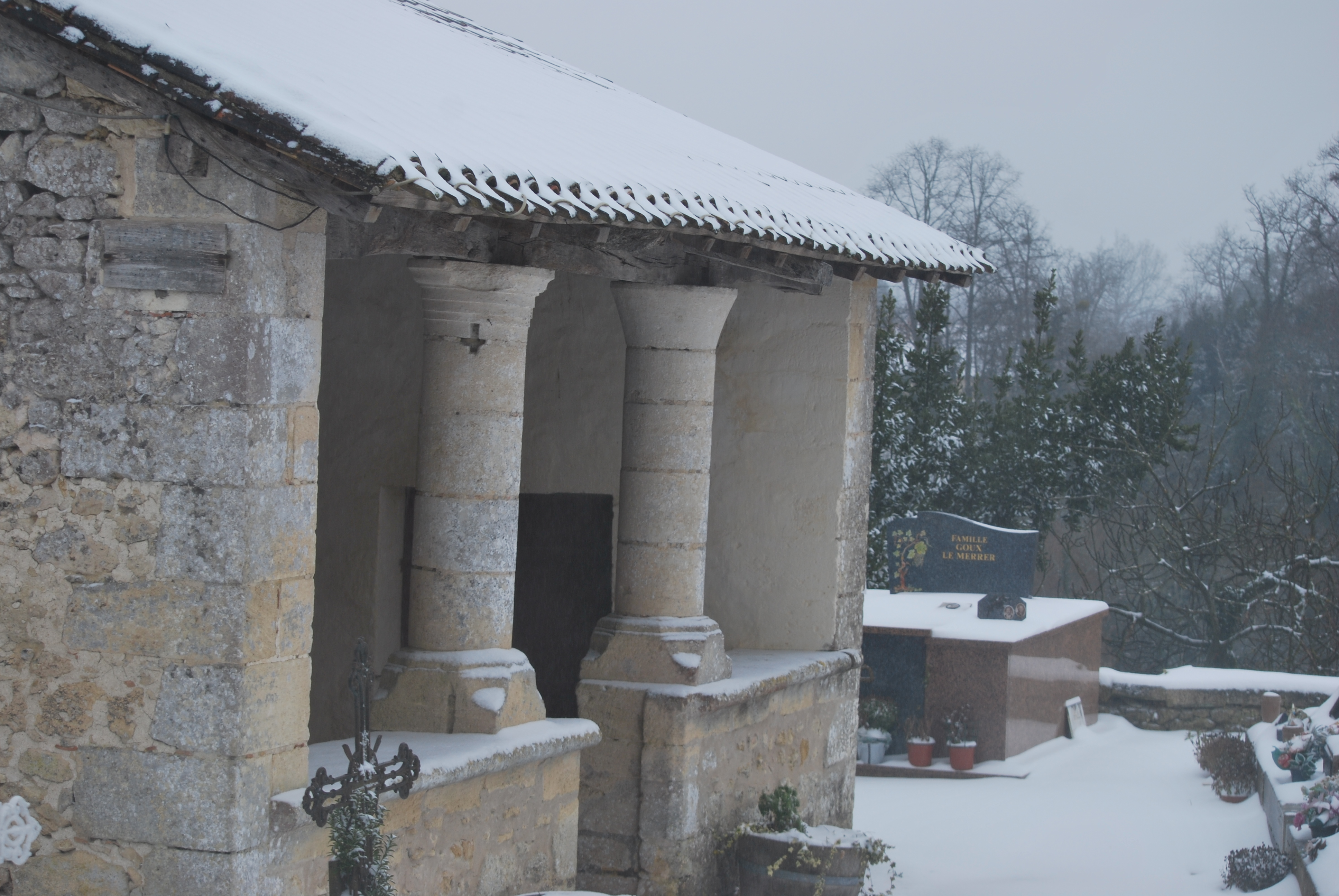
Auvent

### Château du Bédat
En venant du Pistouley, non loin de Blanquine, on trouve le château du Bédat.
Ce château du XVIe siècle, comporte un logis rectangulaire et une tour de forme carrée avec un escalier à vis. Son nom viendrait du verbe latin « vetare », signifiant « défendre ».

### Château de l'Hérisson

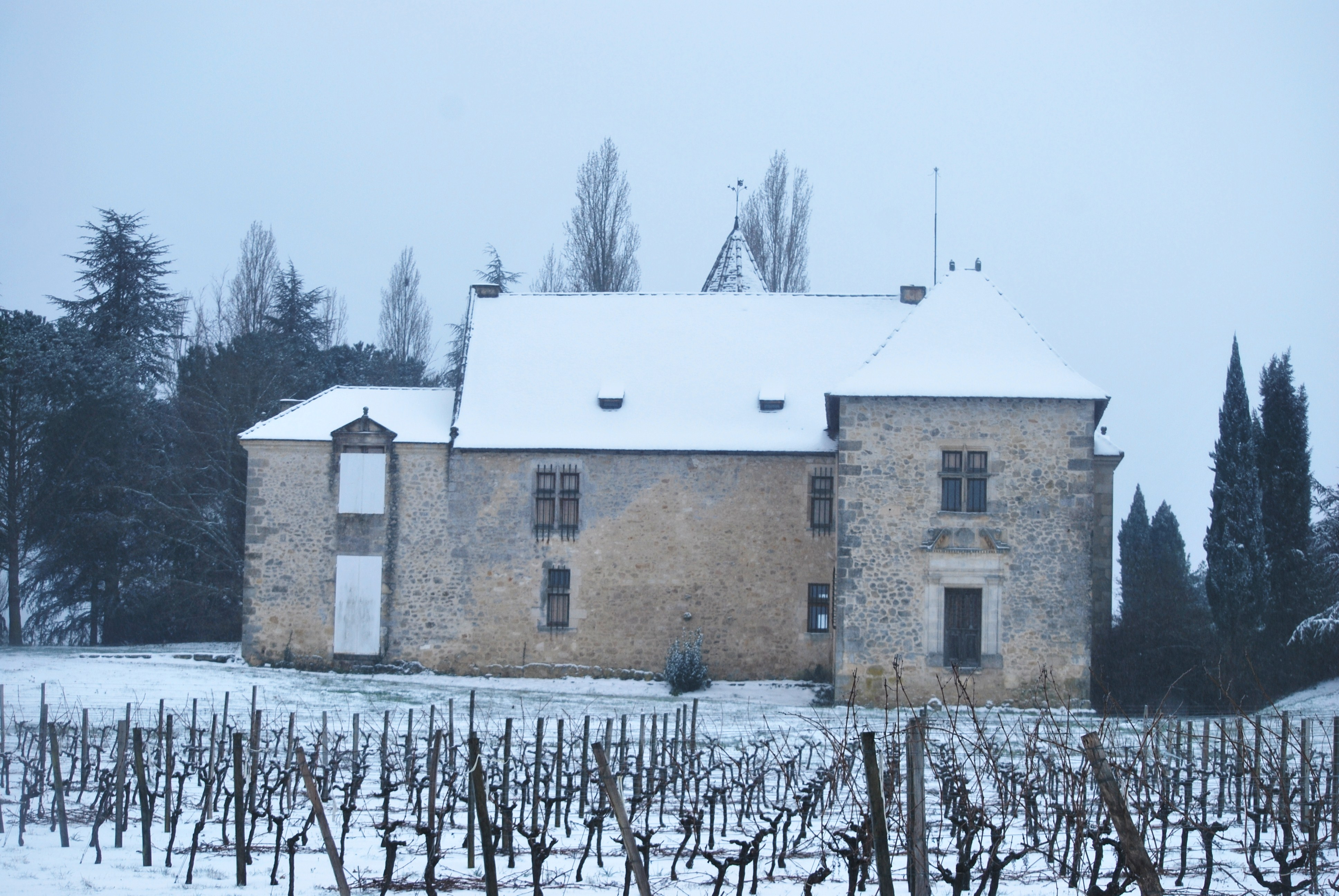
Château de l'Hérisson sous la neige.

En allant vers La Hâge, se trouve le château de l'Hérisson, dont le nom fut aussi orthographié, selon les époques : Lérisson ou Leyrisson.
Ce château fut construit au XVe siècle et subit des transformations au XVIIe siècle. Il se fait remarquer par une tour en forme de pentagone.
Des alliances se scellèrent entre les seigneurs du Bédat et ceux de l'Hérisson au cours des siècles, notamment par des mariages.
Lors de la Révolution française, les châteaux du Bédat et de l'Hérisson, furent vendus comme biens nationaux.

### Château de Conques
Après le bourg et Meyney, on trouve le château de Conques.
Ce château ne fut construit qu'au XVIIe siècle, et n'est ainsi pas un château fort comme ceux du Bédat et de l'Hérisson. Il fut cependant aussi sous domination du château de Blaignac.
Ce château appartint longtemps à la famille de notaires royaux, les Lardières, dont l'un des descendants fut vicaire perpétuel de Saint-Aubin en 1663.

### Les moulins de Lescours et de l'Estrabeau

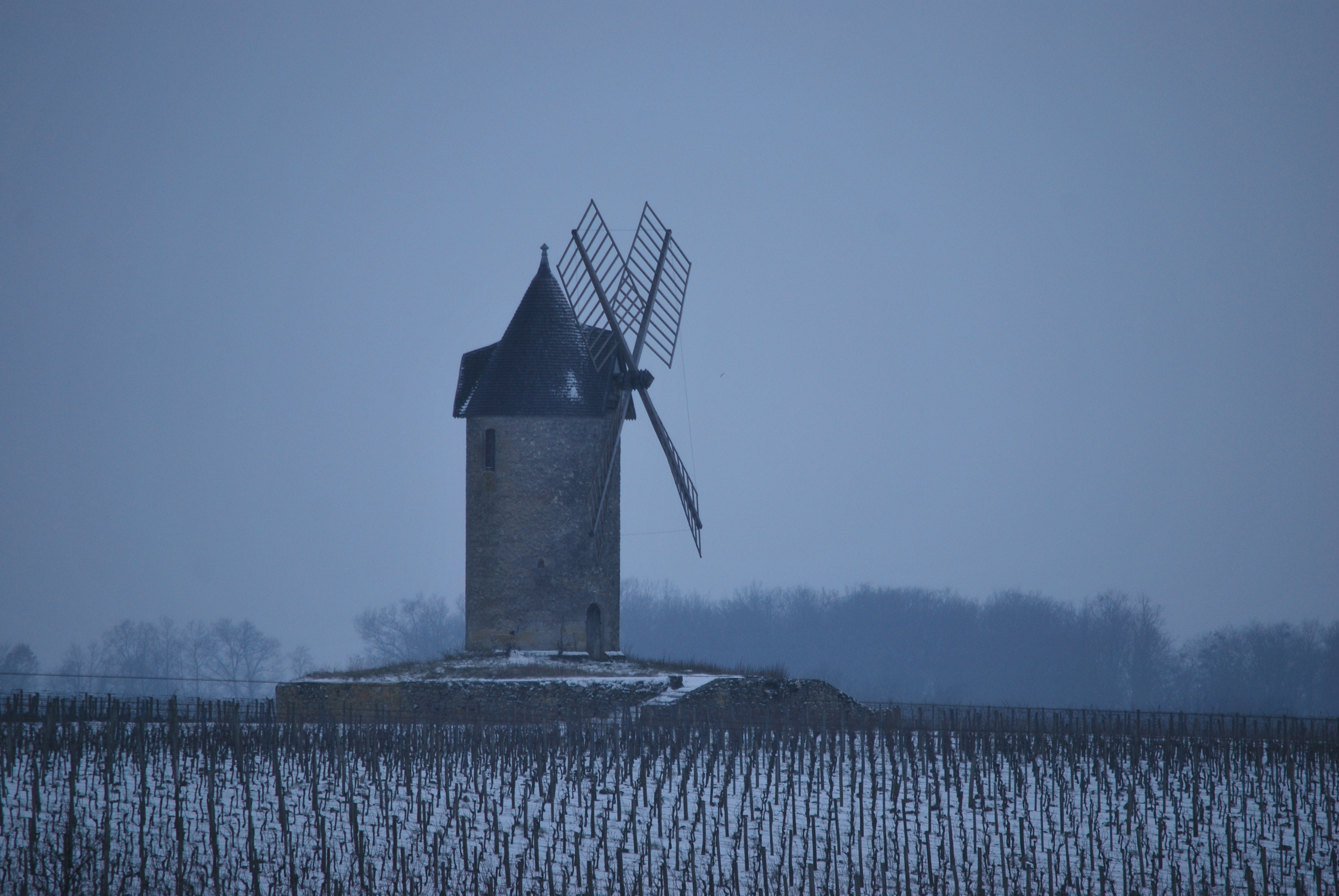
Moulin de Lescours sous la neige.

Le moulin de Lescours est un moulin à vent situé dans les hauteurs de Saint-Aubin-de-Branne qui fut construit au début du XVIIIe siècle par des Hollandais installés dans la région. Les Hollandais étaient habitués à ce type de construction et étaient persuadés de l'utilité d'un tel ouvrage à cet endroit. Ce moulin fut entièrement rénové au début du XXIe siècle.
Le moulin de l'Estrabeau est, quant à lui, un moulin à eau situé au bord de l'Engranne.
Ces deux moulins utilisant chacun des forces motrices différentes : l'énergie éolienne et l'énergie hydraulique, permettaient d'avoir continuellement une activité.

## Pour approfondir